# Milk (filme)
Milk é um filme estaduniense de 2008, dirigido por Gus Van Sant e baseado na vida do político e ativista gay Harvey Milk, que foi o primeiro homossexual declarado a ser eleito para um cargo público na Califórnia, como membro da Câmara de Supervisores de São Francisco.

## Sinopse
O carismático e bem-humorado Milk muda-se de Nova Iorque para São Francisco em 1972, onde planejava com o namorado abrir uma loja de fotografia na rua Castro, onde à época os gays não eram bem recebidos. Milk resiste e em pouco tempo todo o bairro Castro torna-se referência na luta pelos direitos dos homossexuais.
A luta de Milk o transformou em um líder político, comandando campanhas nacionais pelos direitos dos gays, recebendo inclusive apoios conservadores, como do então aspirante à presidência Ronald Reagan.

## Elenco
- Sean Penn como Harvey Milk
- Emile Hirsch como Cleve Jones
- James Franco como Scott Smith
- Josh Brolin como Dan White
- Victor Garber como Prefeito George Moscone
- Denis O'Hare como Senador John Briggs
- Diego Luna como Jack Lira
- Ashlee Temple como Dianne Feinstein
- Alison Pill como Anne Kronenberg
- Eric Stoltz como Tom Ammiano
- Brandon Boyce como Jim Rivaldo
- Lucas Grabeel como Daniel Nicoletta
- Stephen Spinella como Rick Stokes
- Joseph Cross como Dick Pabich

## Recepção
No site agregador de críticas Rotten Tomatoes, 94% das 227 resenhas dos críticos são positivas. O consenso diz: "Ancorado pelo desempenho poderoso de Sean Penn (...) é um conto triunfante do primeiro homem abertamente gay da América eleito para um cargo público." O Metacritic, que usa uma média ponderada, atribuiu ao filme uma pontuação de 84 em 100, baseado em 39 críticos, indicando "aclamação universal".

## Produção

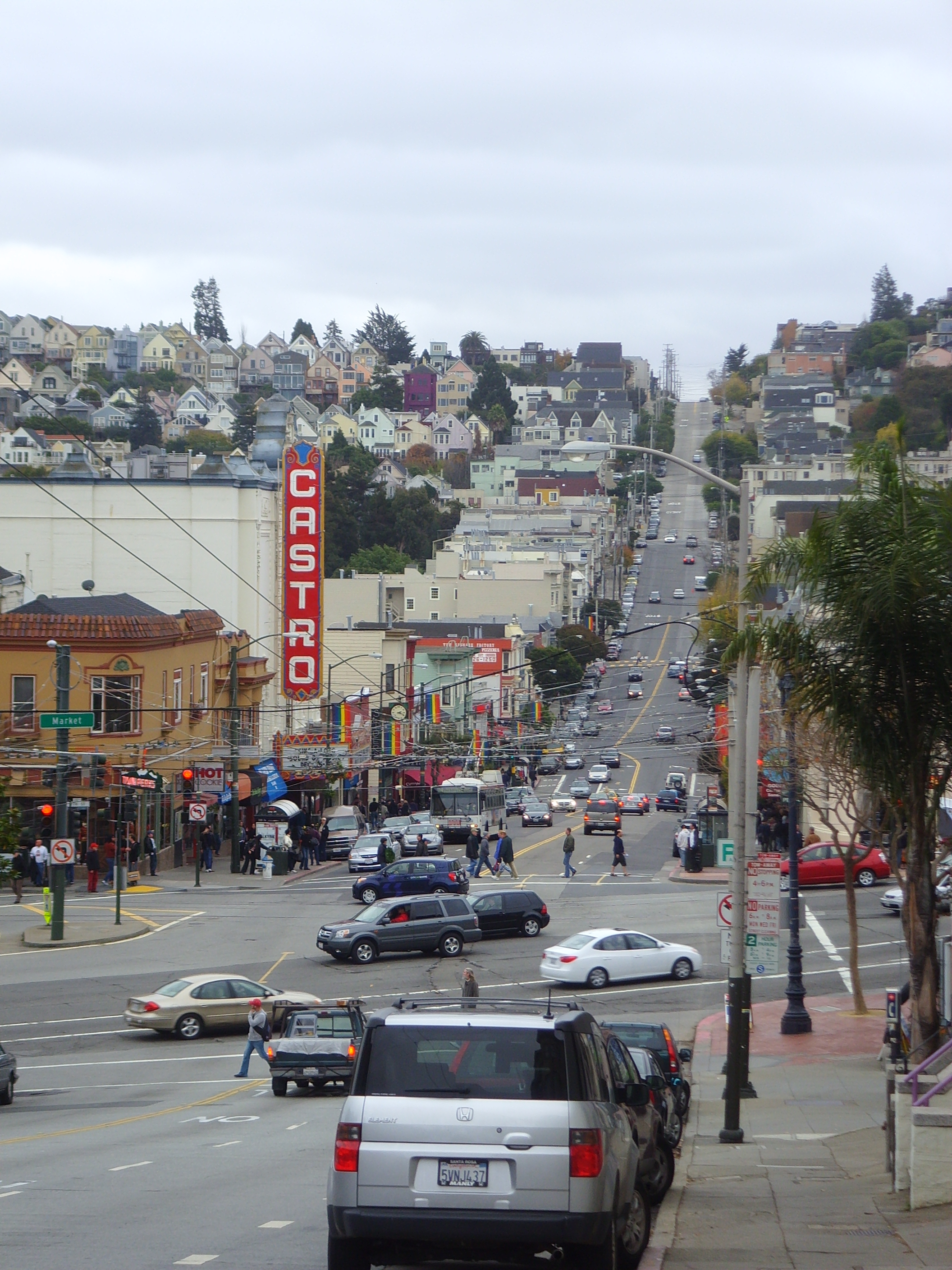
Rua Castro, local retratado no filme.

Em 1991, Oliver Stone cogitou produzir, mas não dirigir, um filme sobre a vida de Milk; ele chegou a escrever um roteiro para o longa-metragem, o qual se chamaria The Mayor of Castro Street ("O Prefeito da Rua Castro", em Português), baseado no livro homônimo de Randy Shilts. Porém, em julho de 1992, o diretor Gus Van Sant foi quem acabou acertando com a Warner Bros. para dirigir a cinebiografia de Harvey Milk com o ator Robin Williams no papel principal. Em abril de 1993, Van Sant desfez o acordo com o estúdio, alegando diferenças de criatividade. Outros atores cogitados para o papel de Milk na época foram Richard Gere, Daniel Day-Lewis and James Woods. Já em abril de 2007, Gus foi solicitado para dirigir o filme baseado no roteiro de Dustin Lance Black, sendo que, ao mesmo tempo, o diretor Bryan Singer estava finalmente desenvolvendo The Mayor of Castro Street. Em setembro do mesmo ano, Sean Penn foi convocado para o papel de Harvey Milk e Matt Damon para o papel de Dan White. Damon retirou-se cedo do projeto devido à incompatibilidade de agenda. Em novembro, a Focus Features deu continuidade com a produção de Van Sant, enquanto o projeto de Singer enfrentava conflitos com os roteiristas. Em dezembro, os atores Josh Brolin, Emile Hirsch, Alison Pill, e James Franco entraram oficialmente para o elenco de Gus e Milk começou a ser filmado em São Francisco em janeiro de 2008.

## Oscar
O filme foi indicado ao Oscar de 2009 em 8 categorias: Melhor filme, melhor diretor, melhor ator (Sean Penn), melhor ator coadjuvante (Josh Brolin), roteiro original, trilha sonora original, figurino e edição de imagem. Venceu a estatueta de melhor ator e de melhor roteiro original.

## Dublagem
Marco Ribeiro, pastor evangélico brasileiro, que costuma ser o dublador de Sean Penn no Brasil, não aceitou fazer esse trabalho nesse filme. Depois de dublá-lo em 21 Gramas e A Grande Ilusão, Ribeiro recusou o convite "Não me sentia à vontade para fazer o filme'"
Marlene Costa, a diretora da dublagem, decidiu de sustituir Ribeiro com Alexandre Moreno.